# 7,8-Dihydronéoptérine triphosphate
La 7,8-dihydronéoptérine triphosphate (DHNTP) est un métabolite de la biosynthèse de la tétrahydrobioptérine. Elle intervient également dans la voie métabolique de la queuosine et de l'archéosine. Elle est convertie en 6-pyruvoyl-tétrahydroptérine par la 6-pyruvoyltétrahydroptérine synthase.